# تقانات الهيدروجين

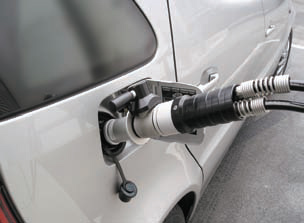
تعبئة الوقود الهيدروجيني.

تقانات الهيدروجين هي التقانات المتعلقة بإنتاج واستخدام غاز الهيدروجين، والتي تناسب عدة استخدامات.
تعدّ بعض تقانات الهيدروجين محايدات كربونية والتي لها دور كبير في منع التلوث البيئي واقتصاديات الهيدروجين المستقبلية. للهيدروجين العديد من الاستخدامات في الصناعات الكيميائية، مثل: إنتاج الأمونيا، تنقية النفط والطاقة. الهيدروجين ليس من الطاقات الأولية لعدم توفره كوقود جاهز في الطبيعة. ومع ذلك يعرف عن الهيدروجين كونه من الوسائط الهامة لتخزين الطاقة نظرا لسهولة تحويله إلى ماء عبر الإحراق بوجود الأكسجين والطاقة الكهربائية، وإعادته إلى طاقة كهربائية عبر ما يسمى بعملية التحليل الكهربائي.

## البطاريات (خلايا الطاقة)
- خلايا الطاقة القاعدية AFC
- خلايا الطاقة الميكروبية MFC
- خلايا الوقود الأكسيد الصلبة SOFC

### تخزين الهيدروجين
- الهيدروجين المضغوط
- الهيدروجين السائل
- خزانات الهيدروجين